# Deutz-Allis
Deutz-Allis s-a format când Deutz-Fahr din Germania, parte a KHD, a achiziționat activele agricole ale corporației Allis-Chalmers în 1985.
Deutz-Allis a fost vândut în cele din urmă către Allis-Gleaner Corporation, sau AGCO), în 1990. Tractoarele și echipamentele Deutz-Allis au fost redenumite în America de Nord pentru a fi AGCO-Allis, dar au continuat în America de Sud până în 2001, când operațiunile din America de Sud au fost redenumite AGCO-Allis. În Argentina, a fost făcut Deutz-Allis 5.125 L și Deutz-Allis 5.190
În America de Nord, tractoarele Deutz-Allis au purtat atât culoarea tradițională verde Deutz, cât și Allis-orange. În America de Sud erau Deutz-green.

## Legături externe
- http://www.tractordata.com/farm-tractors/tractor-brands/deutzallis/deutzallis-tractors.html